# Billiken

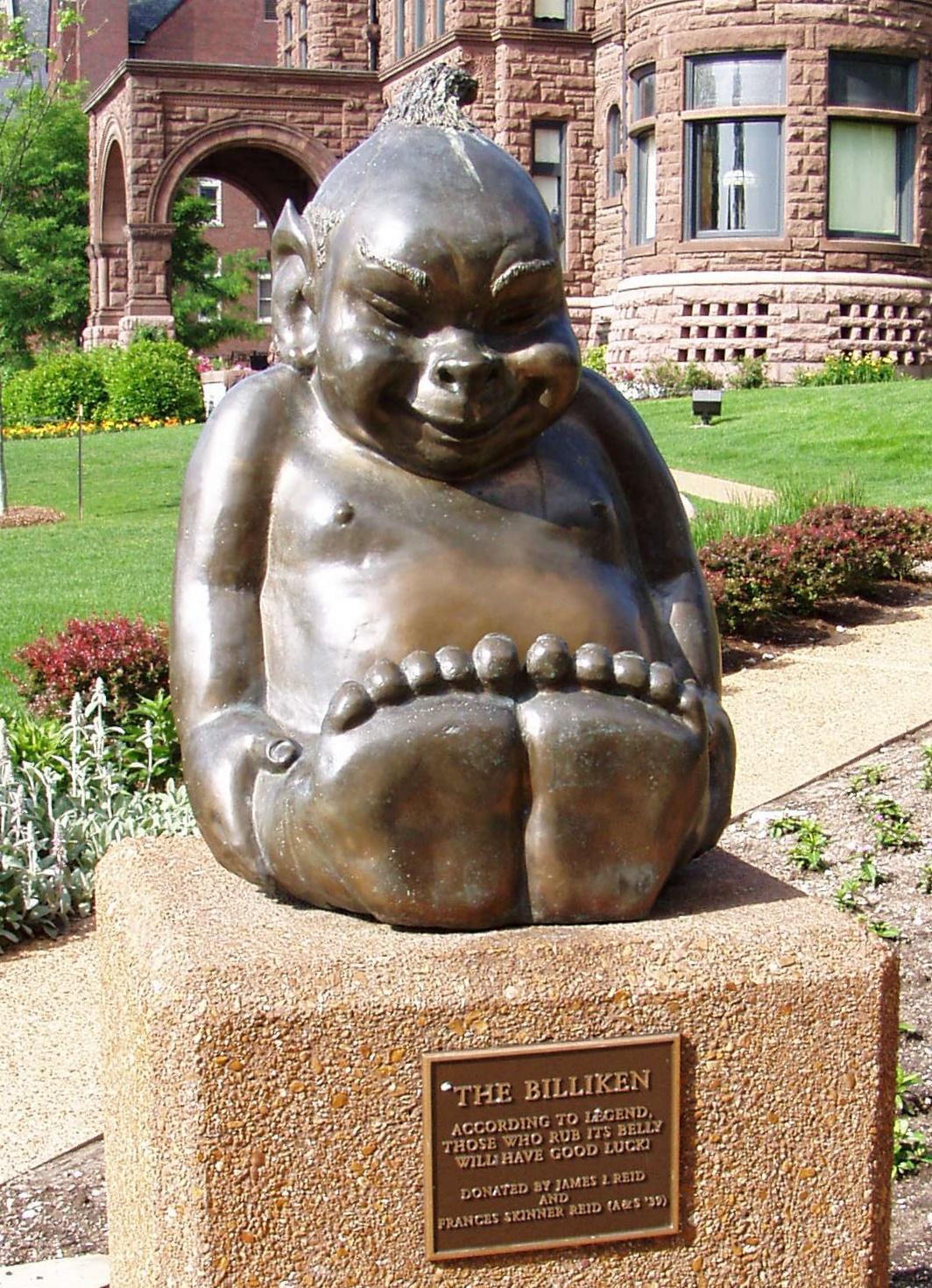
Statua di Billiken nel campus della Saint Louis University

Billiken è un personaggio immaginario ideato dall'insegnante d'arte e illustratrice americana Florence Pretz di St. Louis, nel Missouri, che ha creato la figura misteriosa ispirandosi ad un suo sogno e nel 1908 ha brevettato la figura come un elfo con le orecchie a punta, un sorriso malizioso e un ciuffo di capelli sulla testa a punta, le braccia corte, rappresentato generalmente seduto con le gambe distese di fronte a lui. 
Il Billiken è stato pubblicizzato come un amuleto portafortuna in grado di donare la buona sorte a chi lo acquista; è stato inoltre una delle prime bambole protette da copyright. 
Dopo alcuni anni di popolarità, come molti altri giocattoli di moda, il Billiken è caduto nel dimenticatoio.
Il Billiken non deve essere confuso con altri bambolotti quali le figure Kewpie che hanno debuttato sul Ladies' Home Journal nel 1909.
Il Billiken è la mascotte ufficiale della Saint Louis University e St. Louis University High (entrambe istituzioni appartenenti ai Gesuiti ed entrambi con sede a St. Louis).

## Billiken al cinema
Nel 1909, negli Stati Uniti uscì nelle sale Billiken, un cortometraggio che aveva come protagonista un giocattolo che porta il sorriso sul volto di una piccola malata che guarisce grazie alla buona influenza che ha su di lei lo spirito del Billiken. 

## Billiken in Giappone
In Giappone vi sono diverse rappresentazioni del Billiken che vengono venerate. Prima della seconda guerra mondiale vi erano due importanti templi per la venerazione del Billiken nella città di Kōbe e nel tempio di Matsuo. Entrambe le statue sono state rimosse per molti anni con l'avvento della guerra che sancì l'abbandono di molte divinità europee.
La rappresentazione più famosa del Billiken era situata in un Parco di divertimento, Luna Park, nel quartiere Shinsekai di Osaka. Nel 1912 venne posto nel parco come simbolo dell'Americana e fu venerato come " Il Dio della felicità" o "Il Dio delle cose come dovrebbero essere". Divenne un popolare souvenir del parco, rappresentato in forma di bambola e manjū (panino dolce ripieno di pasta rossa). Quando il parco venne chiuso nel 1923 la statua lignea del Billiken andò perduta. 
Una replica della statua è stata collocata nella Torre Tsūtenkaku nel 1980, sul ponte di osservazione al quinto piano. Ogni anno migliaia di visitatori inseriscono una moneta nella sua scatola delle donazioni e strofinare la pianta dei piedi esprimendo un desiderio o solo per avere il dono della fortuna. La statua è stata un elemento fisso nella torre fino al settembre 2005, quando venne data in prestito allo Shibuya Tokyu, un grande magazzino di Tokyo, come parte di una fiera per promuovere le tradizioni culturali di Osaka.